# Município de Washington (condado de Wood, Ohio)
O município de Washington (em inglês: Washington Township) é um município localizado no condado de Wood no estado estadounidense de Ohio. No ano de 2010 tinha uma população de 1.841 habitantes e uma densidade populacional de 33,11 pessoas por km².

## Geografia
O município de Washington encontra-se localizado nas coordenadas 41° 25′ 21″ N, 83° 45′ 36″ O. Segundo a Departamento do Censo dos Estados Unidos, o município tem uma superfície total de 55.6 km², da qual 54,12 km² correspondem a terra firme e (2,67 %) 1,48 km² é água.

## Demografia
Segundo o censo de 2010, tinha 1.841 habitantes residindo no município de Washington. A densidade populacional era de 33,11 hab./km². Dos 1.841 habitantes, o município de Washington estava composto pelo 97,5 % brancos, o 0,22 % eram afroamericanos, o 0,05 % eram amerindios, o 0,16 % eram asiáticos, o 1,09 % eram de outras raças e o 0,98 % eram de uma mistura de raças. Do total da população o 3,69 % eram hispanos ou latinos de qualquer raça.